# L’Alqueria de la Comtessa
L’Alqueria de la Comtessa (spanisch Alquería de la Condesa) ist eine spanische Gemeinde (Municipio) mit 1.544 Einwohnern (Stand: 2024) in der Valencianischen Gemeinschaft, in der Comarca La Safor.

## Lage
L’Alqueria de la Comtessa liegt nahe der Costa del Azahar (Mittelmeerküste) in einer Höhe von ca. 15 m. Die Provinzhauptstadt Valencia liegt etwa 60 Kilometer in nordnordwestlicher Richtung.

## Geschichte
| Jahr      | 1900  | 1930  | 1950  | 1960  | 1970  | 1981  | 1991  | 2001  | 2011  | 2021  |
| --------- | ----- | ----- | ----- | ----- | ----- | ----- | ----- | ----- | ----- | ----- |
| Einwohner | 1.352 | 1.598 | 1.554 | 1.529 | 1.601 | 1.697 | 1.547 | 1.416 | 1.527 | 1.481 |

## Kultur und Sehenswürdigkeiten
- Peter-und-Paul-Kirche (Iglésia de los Santos Pedro y Paolo)
- Michaeliskapelle
- Windmühle

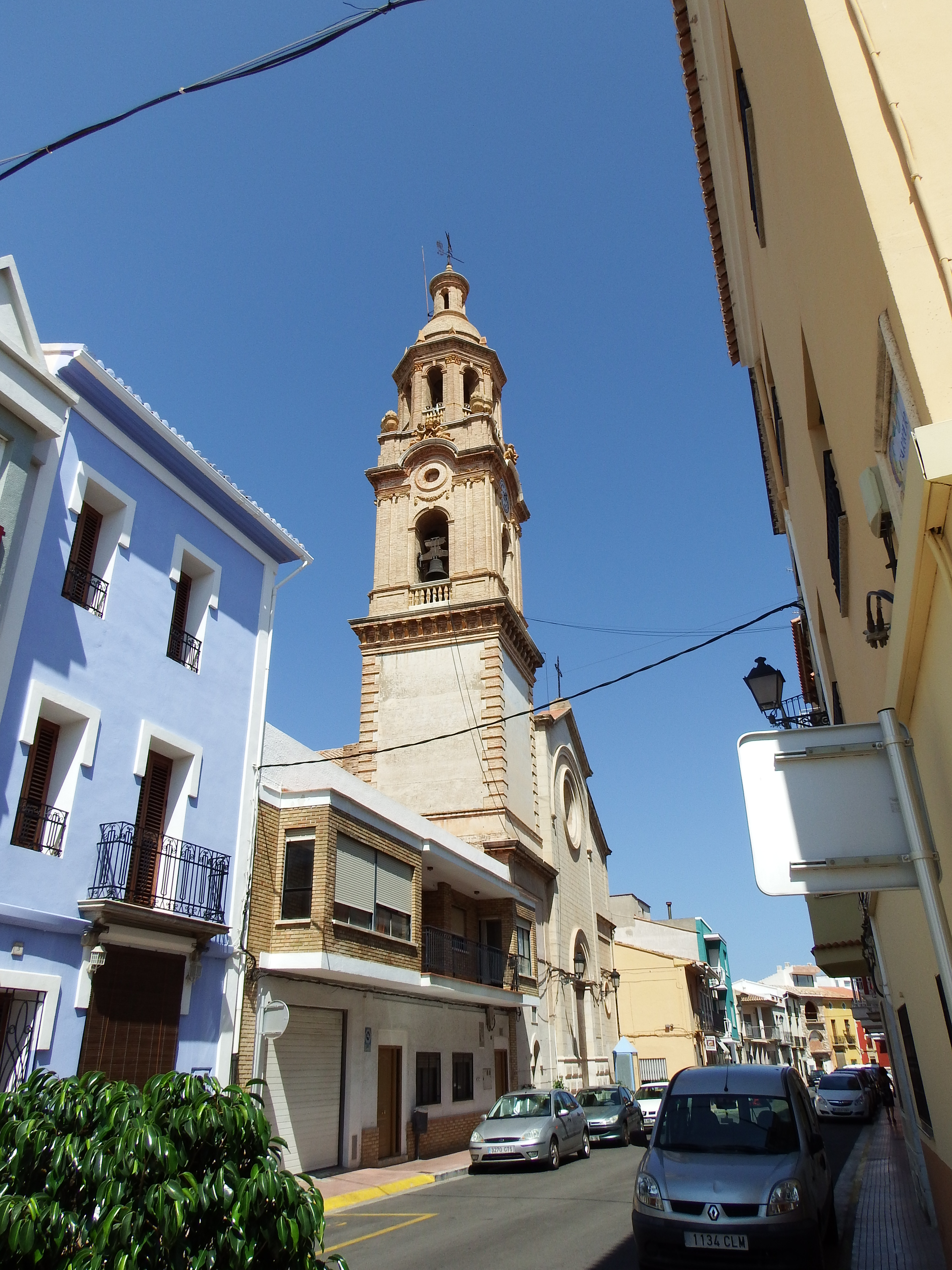
Peter-und-Paul-Kirche
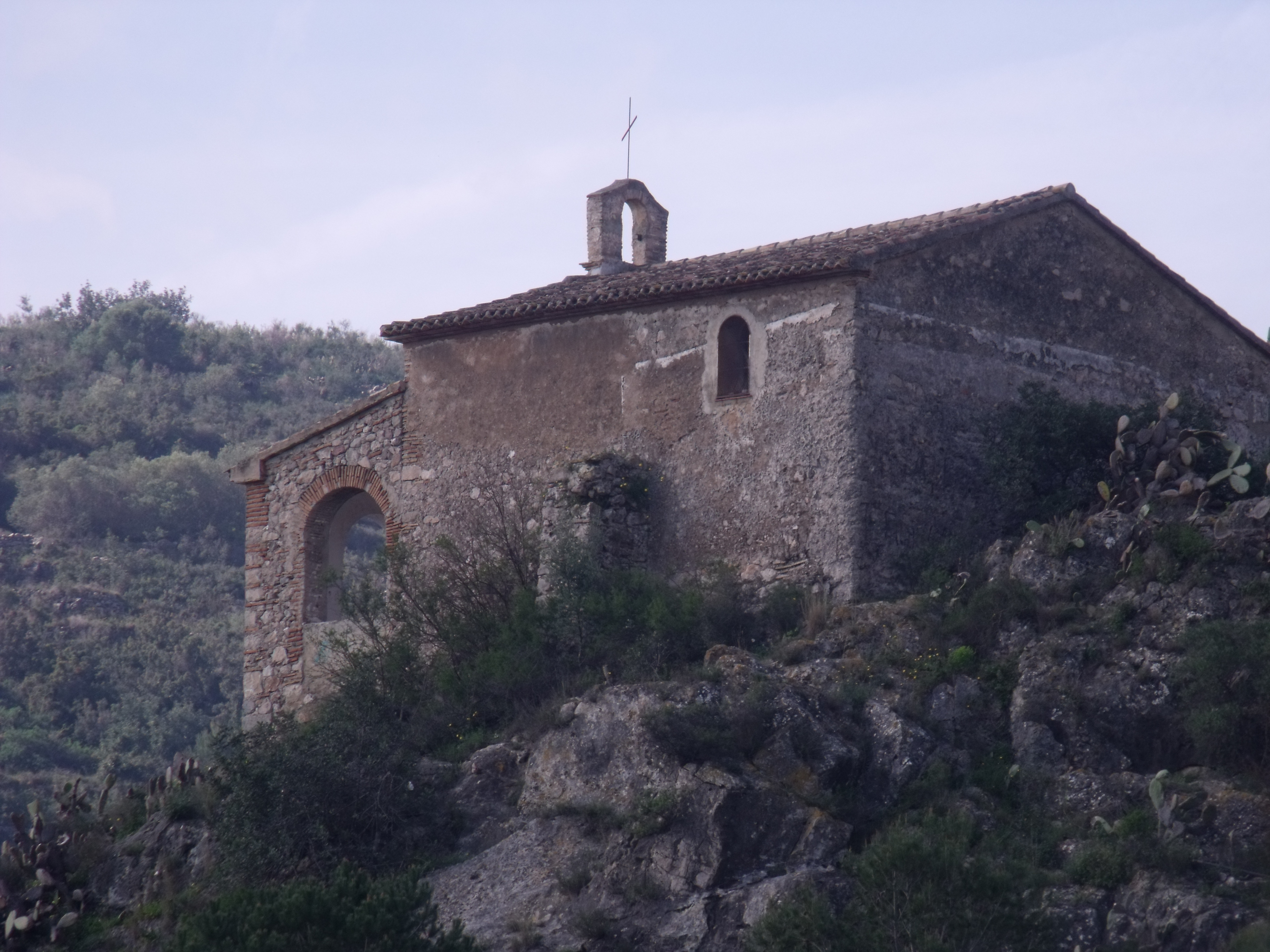
Michaeliskapelle
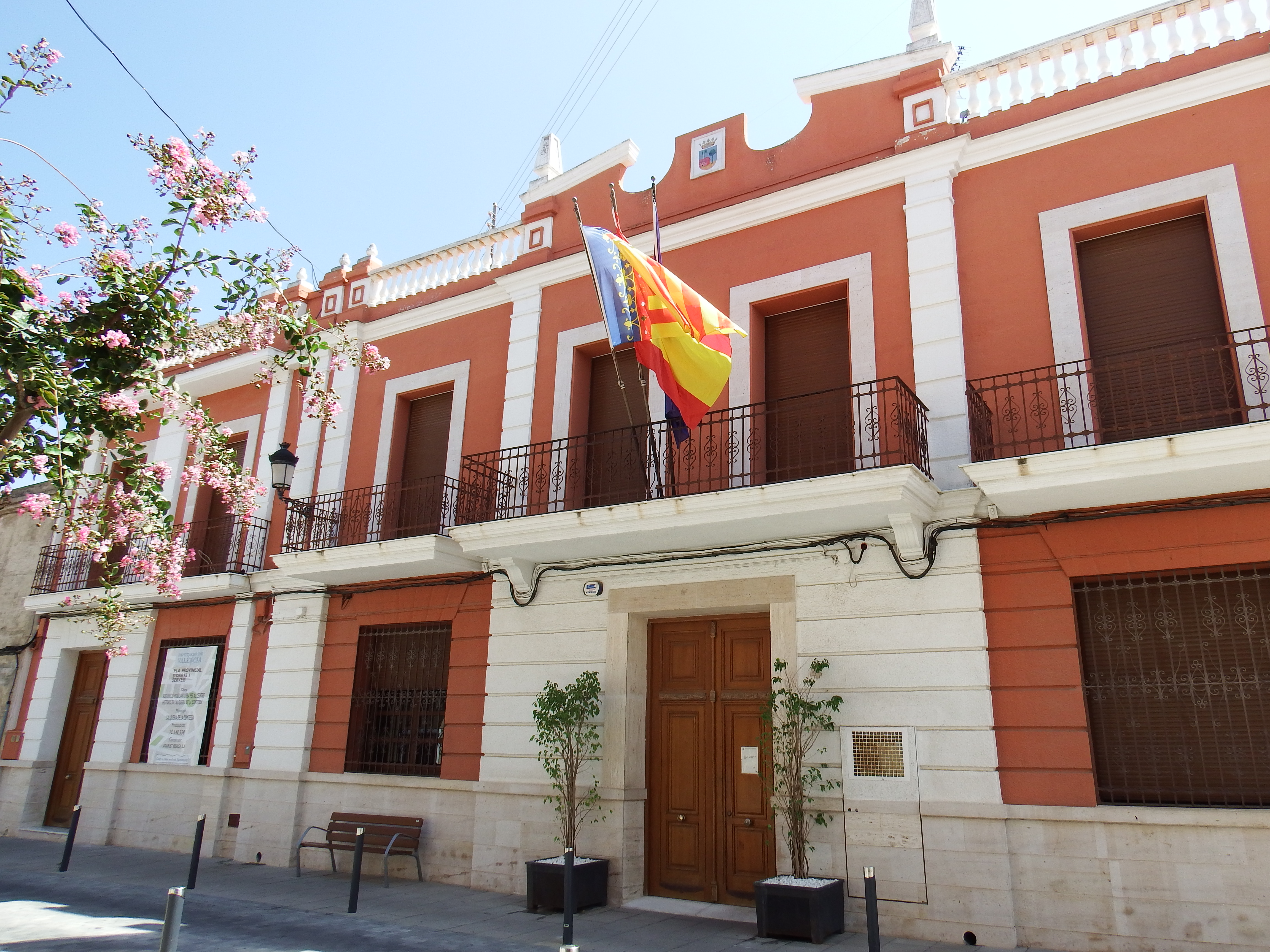
Rathaus